# جایزه بزرگ بلژیک ۱۹۷۸
جایزه بزرگ بلژیک ۱۹۷۸ (انگلیسی: ‎1978 Belgian Grand Prix‎) یک مسابقهٔ موتوری در رشتهٔ اتومبیل‌رانی فرمول یک بود که در تاریخ ۲۱ مهٔ ۱۹۷۸ در پیست زولده واقع در اوسدان-زولده، لیمبورگ، بلژیک برگزار شد. این گراند پری در میان ۱۶ گراند پری در فصل ۱۹۷۸، مسابقهٔ شمارهٔ ۶ بود.
در این مسابقه که در ۷۰ دور و به مسافت ۲۹۸٫۳۴۰ کیلومتر (۱۸۵٫۳۸۰ مایل) برگزار شد، پول پوزیشن توسط ماریو اندرتی کسب شد و سریع‌ترین زمان برای طی یک دور پیست که برابر با ۱:۲۳٫۱۳ بود نیز توسط رونی پیترسن به ثبت رسید.
ماریو اندرتی از تیم لوتوس-فورد، رونی پیترسن از تیم لوتوس-فورد و کارلوس روتمان از تیم فراری به‌ترتیب مقام‌های اول تا سوم مسابقه را کسب کردند.

## رده‌بندی قهرمانی پس از مسابقه
| جایگاه | راننده        | امتیاز |
| ------ | ------------- | ------ |
| ۱      | ماریو اندرتی  | ۲۷     |
| ۲      | پاتریک دیپلر  | ۲۳     |
| ۳      | کارلوس روتمان | ۲۲     |
| ۴      | رونی پیترسن   | ۲۰     |
| ۵      | نیکی لائودا   | ۱۶     |
| منبع:  |               |        |

| جایگاه | سازنده            | امتیاز |
| ------ | ----------------- | ------ |
| ۱      | لوتوس-فورد        | ۳۶     |
| ۲      | تایرل-فورد        | ۲۵     |
| ۳      | فراری             | ۲۲     |
| ۴      | برابام-آلفا رومئو | ۲۰     |
| ۵      | فیتیپالدی-فورد    | ۶      |
| منبع:  |                   |        |

یادداشت
- تنها پنج جایگاه نخست از هر رده‌بندی نمایش داده شده است.